# Queen of Rock 'n' Roll
Queen of Rock 'n' Roll è un cofanetto della cantante statunitense Tina Turner pubblicato il 24 novembre 2023.

## Descrizione
È il primo progetto musicale di Tina Turner ad essere pubblicato dopo la sua morte, avvenuta il 24 maggio 2023, contiene 55 singoli dal 1975 al 2020 in ordine cronologico, la versione completa sarà pubblicata fisicamente in 5 LP e 3 CD. Contiene duetti con Bryan Adams, Eric Clapton, Rod Stewart, Barry White e Eros Ramazzotti. Le versioni fisiche conterranno una prefazione del cantautore Bryan Adams.
(Bryan Adams)

## Tracce
Disco 1
1. Whole Lotta Love – 4:05 (Jimmy Page, Robert Plant, John Paul Jones, John Bonham, Willie Dixon)
2. Acid Queen – 3:01 (Pete Townshend)
3. Root, Toot Undisputable Rock 'n' Roller – 4:29 (George Jackson)
4. Viva La Money – 3:14 (Allen Toussaint)
5. Sometimes When We Touch – 3:54 (Dan Hill)
6. Music Keeps Me Dancin – 3:49 (Lenny Macaluso, Pat Summerson)
7. Let's Stay Together – 3:36 (Al Green)
8. Help! – 4:30 (Lennon-McCartney)
9. What's Love Got to Do with It – 3:48 (Graham Lyle, Terry Britten)
10. Better Be Good to Me – 5:11 (Mike Chapman, Holly Knight, Nicky Chinn)
11. Private Dancer – 3:57 (Mark Knopfler)
12. I Can't Stand the Rain – 3:41 (Ann Peebles)
13. Show Some Respect – 3:18 (Terry Britten, Sue Shifrin)
14. We Don't Need Another Hero – 4:15 (Graham Lyle, Terry Britten)
15. One of the Living – 4:11 (Holly Knight)
16. It's Only Love (feat. Bryan Adams) – 3:15 (Bryan Adams, Jim Vallance)
17. Typical Male – 4:18 (Graham Lyle, Terry Britten)
18. Two People – 4:11 (Graham Lyle, Terry Britten)
19. What You Get Is What You See – 4:31 (Graham Lyle, Terry Britten)
20. Girls – 4:56 (David Bowie, Erdal Kızılçay)

Disco 2
1. Break Every Rule – 4:02 (Rupert Hine, Jeannette Obstoj)
2. Paradise Is Here – 5:35 (Paul Brady)
3. Afterglow – 4:30 (Graham Lyle, Terry Britten)
4. Tearing Us Apart (feat. Eric Clapton) – 4:15 (Eric Clapton, Greg Phillinganes)
5. Addicted to Love – 5:10 (Robert Palmer)
6. A Change Is Gonna Come – 6:44 (Sam Cooke)
7. Tonight (feat. David Bowie, dal vivo al NEC) (4:15)
8. River Deep - Mountain High – 4:11 (Phil Spector, Jeff Barry, Ellie Greenwich)
9. The Best – 4:11 (Mike Chapman, Holly Knight)
10. Steamy Windows – 4:03 (Tony Joe White)
11. I Don't Wanna Lose You – 4:20 (Albert Hammond, Graham Lyle)
12. Look Me in the Heart – 3:46 (Billy Steinberg, Tom Kelly)
13. Foreign Affair – 3:44 (Tony Joe White)
14. Be Tender with Me Baby – 4:18 (Albert Hammond, Holly Knight)
15. It Takes Two (feat. Rod Stewart) – 4:13 (William "Mickey" Stevenson, Sylvia Moy)
16. Nutbush City Limits – 3:43 (Tina Turner)
17. Love Thing – 4:28 (Albert Hammond, Holly Knight)
18. Way of the World – 4:22 (Albert Hammond, Graham Lyle)

Disco 3
1. I Want You Near Me – 4:28 (Terry Britten, Graham Lyle)
2. I Don't Wanna Fight – 4:26 (Lulu, Billy Lawrie, Steve DuBerry)
3. Disco Inferno – 4:03 (Leroy Green, Ron Kersey)
4. Why Must We Wait Until Tonight – 4:30 (Bryan Adams, Robert John "Mutt" Lange)
5. Proud Mary – 4:10 (John Fogerty)
6. GoldenEye – 4:41 (Bono, The Edge)
7. Whatever You Want – 4:40 (Arthur Baker, Fred Zarr, Taylor Dayne)
8. On Silent Wings – 4:22 (Tony Joe White, James Ralston)
9. Missing You – 4:02 (John Waite, Mark Leonard, Charles Sandford)
10. In Your Wildest Dreams (feat. Barry White) – 3:58 (Mike Chapman, Holly Knight)
11. Cose della vita (feat. Eros Ramazzotti) – 4:48 (Eros Ramazzotti, Piero Cassano, Adelio Cogliati)
12. When the Heartache Is Over – 3:45 (Graham Stack, John Reid)
13. Whatever You Need – 4:44 (Harriet Roberts, Russell Courtenay)
14. Open Arms – 4:01 (Martin Brammer, Colette van Sertima, Ben Barson)
15. Teach Me Again – 4:33 (Elisa, Ali Soleimani Noori)
16. What's Love Got to Do with It - (Kygo remix) – 3:26 (Graham Lyle, Terry Britten)
17. Something Beautiful Remains – 5:16 (Terry Britten, Graham Lyle)

## Classifiche

### Classifiche settimanali
| Classifica (2023)       | Posizione massima |
| ----------------------- | ----------------- |
| Austria                 | 14                |
| Belgio (Fiandre)        | 14                |
| Belgio (Vallonia)       | 31                |
| Francia                 | 62                |
| Germania                | 15                |
| Paesi Bassi             | 82                |
| Polonia                 | 96                |
| Portogallo              | 11                |
| Regno Unito             | 16                |
| Regno Unito (downloads) | 41                |
| Regno Unito (physical)  | 4                 |
| Scozia                  | 5                 |
| Spagna                  | 36                |
| Svizzera                | 7                 |